# Juranics Antal
Juranics Antal, más írásmóddal Juranits (Kaposvár, 1768. május 26. – Győr, 1837. augusztus 26.) győri püspök 1825-től haláláig, valóságos belső titkos tanácsos, Baranya vármegye táblabírája.

## Élete
Juranics Lőrincnek, a Szigetvár védelmében elesett hősnek leszármazottjaként született . Alsóbb iskoláit szülőhelyén, majd Keszthelyen és Pécsett végezte; filozófiát Pozsonyban tanult. 1788. augusztus 10-én vették fel a pécsi növendék papok közé. Ezután Pozsonyban és Pesten elvégezte a teológiai osztályokat. Visszatérve megyéjébe, 1791. január 11-én pappá szentelték. Bátaszéken és Pécsett két évig volt káplán; azután gróf Esterházy László Pál püspök meghívta udvarába, ahol Szányi Ferenc nagyprépost és káptalani főhelytartó mellett két évig volt titkár.
1797. szeptember 28-tól Hosszúhetényi plébános, 1806. március 11-től pécsi kanonok és a székesegyház plébánosa. 1811-ben Király József pécsi püspök helytartójává, az év október 25-én apáttá nevezte ki. 1816. május 3-tól Tolnai főesperes, 1821. december 12-től választott bosoni püspök. 1822-ben helytartói tanácsossá nevezte ki a király.
1825. augusztus 15-én lett győri püspök. Győrött hunyt el 1837-ben. Jótékonyságát több emlék hirdeti halála után: Himodon, Romándon, Csanakon és Börcsön új templomot építtetett; Szanyon és Szigeten plébániákat, több helyen pedig népiskolákat nyitott; Szigethen saját költségén kórházat alapított.

## Művei
1. Halotti dicséret, melyel Kajdatsi Kajdatsy Antal úrnak nagy érdemeit 1811. eszt. kis-asszony havának 9. napján, midőn gyászos egyházi pompával tiszteltetne, Pétsett a barátok templomában hirdette. Pécs
2. Örvendező versek, melyekkel Ó-Gyallai Király József pécsi püspök Ő Nagyságát a pécsi második deák iskolabéli ifjúság az említett fő egyházi hivatalba béiktatásának alkalmatosságával üdvezlette 1808. eszt. Uo. 1808